# 董浩
董浩（1956年—），男，祖籍河北丰润，生于北京，少儿節目主持人、配音演員及画家，主持名董浩叔叔、風車王，暱稱孩子王，首都师范大学本科毕业。董浩也是中国宋庆龄基金会理事、北京国画艺术家协会副会长。其父是著名书画家董静山，他自五岁起继承家业开始习画，专修国画、人物、花鸟、书法及油画。1977年参加播音、主持工作，成为北京人民广播电台首批一级播音员，1990年初開始任中央电视台少儿部任主持人。夫人是張微，董浩戲稱她是自己的“司机、饲养员和司令”。
2015年，董浩在新版《中国少年先锋队队歌》MV中透露他将于2016年退休。2016年1月7日，董浩在个人微博发文，正式宣布退休。退休后，董浩将很有可能全心经营自己的艺术工作室。而《快乐成长──2016年六一晚会》是他的告别作。

## 主持
- CCTV-1、CCTV-7（旧版，下同）、CCTV-14：《大风车》，董浩叔叔（1991-1995）、風車王（1995-至今）
- CCTV-7、CCTV-14：《聰明屋》
- CCTV-1、CCTV-2、CCTV-7：《天天飲食》
- CCTV-1、CCTV-14：《六一晚会》（1988年-2016年，2011年除外）

## 配音
董浩为1000多部影片的男主角配音，主要影片包括：
- 《木兰花》
- 《铁臂阿童木》
- 《胡子爷爷》
- 《神奇的矮树林》
- 《黑名单上的人》
- 《森林大地》
- 《三千里寻母记》
- 《哆啦A梦》（1991年央视译制版，前25集）
- 《唐·吉珂德》
- 《大鸟在中国》
- 《阿信》
- 《两个人车站》
- 《罗密欧与朱莉叶》
- 《女王与爱情》
- 《米老鼠与唐老鸭》（米老鼠）
- 《新大头儿子和小头爸爸》
- 《新大头儿子和小头爸爸之秘密计划》

## 著作
- 《故事人生》
- 《有画浩说》
- 《不吐不快》

## 獎項
- 1987年，“飞天奖”，最佳译制奖，獲獎作品：《办公室的故事》
- 2005年，央视十佳主持人
- 2009年， 金话筒奖，电视播音员/主持人奖

## 外部連結
- 董浩叔叔爱书画的新浪微博
- 董浩叔叔新浪Blog（页面存档备份，存于）
- CCTV官方網站-董浩